# Trăsniții
Trăsniții (stilizat: Tră⚡niții; cunoscut inițial ca Trăsniți în NATO, mai apoi Trăsniți din NATO) este cel mai longeviv sitcom din lume, difuzat de Prima TV, din 20 septembrie 2003, până în 30 decembrie 2020. Acțiunea urmărește viața următoarelor personaje: Mârlanu Ferdinand, Chiorete Ilarie, Pupăză G. Grigoraș, Costel Gogoașe, Vandame Cucu, Ema Cucu, Mateescu, Poponeț, Teo Diliman, Sofia, Betty și Frosa Gogoașe Patronul.

## Scenariul

### Trăsniți în NATO
- Începutul acestui serial aduce în scenă pe primii protagoniști ai serialului: Colonelul Șeful (comandantul unității și totodată, șeful celorlalte personaje), Sergentul Mârlanu Ferdinand, Caporalul Pupăză, Caporalul Chiorete, Soldatul Gogoașă, Soldatul Trașcă, Soldatul Iepuraș, și nu în ultimul rând, Soldatul Vandame.
- În cadrul primelor două sezoane, soldații încearcă din răsputeri să se îmbogățească, să obțină grade cat mai mari și sa aibă succes în dragoste. Gogoașe este în permanență umilit de către Mârlanu, căpătând renumele de "fătălăul și tăntălăul unității". Din sezonul al treilea apare Soldatul Vandame, expert al artelor marțiale și "omul de servici" al comandantului. Colonelul sesizează la un moment dat ca Pupăză este cuplat cu fiica sa, Gina, opunându-se în totalitate relației lor și încercând să-i despartă. Astfel apare în serial Iuliana Șefu, nevasta comandantului, femeie bărbătoasă și puternică. În urma acestei neînțelegeri comandatul semnează fără să conștientizeze acordul de retrocedare a unității unui italian, numit Scalzone. La dispariția Ginei din serial, după o neînțelegere Colonelul îl neglijează pe noul patron al unității, care în semn de răzbunare închiriază un dormitor pentru două studente sexy, Ema Cucu și Loredana Balegă.
- Sergentul înnebunit începe să-i facă Emei tot felul de avansuri.

## Personajele

### Personajele principale
- Mârlanu Ferdinand (Toni Ionescu) – la sfârșitul seriei “Trăsniții în NATO” este numit comandantul unității din care făcea parte, dar după explozia care a provocat distrugerea unității este dat afară din armată forțat. Mârlanu este angajat de un mafiot, Baros, pentru a-i conduce clubul de fotbal, FCM. El continuă să conducă clubul și când acesta este cumpărat de Scalzone, și este mai apoi deținut de Frosa. După ce "trăsniții" fug în Spania, Mârlanu este cooptat într-o telenovelă cu toți ceilalți "trăsniți" și într-un matinal tot cu aceștia la un post de televiziune pentru românii din Spania. Mârlanu este de asemenea, precum se spune în serial, prieten cu proprietarul vilei, care ar fi celebrul fotbalist român Gică Craioveanu. Datorită Frosei, devenită peste noapte credincioasă "complet", Mârlanu începe să aibă dorința de a fi preot, continuată și după ce "trăsniții" au revenit în țară. Mârlanu merge din nou în Spania, fiindu-i dor de polițista Mirabela, iubita lui, transferată în Spania. Astfel, Toni Ionescu se retrage din serial în sezoanele 24-30. Revine, într-un final, și începe să facă, evident, numai tâmpenii. Singurul cu care se poate alia din casă este Paliu (Andrei Onofrei), un boschetar care hoinărește prin cartier și care se simte ca acasă în vilă.
- Pupăză G. Grigoraș (Grig Chiroiu) – fost caporal și fost candidat la președinție, Pupăză este un om avar care are un show de televiziune sub numele de “Pupăză Show”, la televiziunea la care el devine director. Asta până când pierde alegerile și pleacă în Spania cu ceilalți, revenind însă bogat, datorită unui câștig la loterie, împărțit cu Gogoașe, cumpărând un club numit "El Macho". Pupăză revine în politică, candidând la președinție din nou, dar pierde și de această dată. Însă se reprofilează, devenind actor de reclame și "soțul" Emei, după ce aceasta devine amnezică. El se îndrăgostește de șefa sa, Bella, care îi refuză avansurile. Devine președinte la finalul sezonului 32.
- Costel Gogoașe (Constantin Zamfirescu) – fostă vedetă de filme pentru adulți, în prezent Gogoașe este condus de propria mamă, care i-a pus monopol pe viață și obținându-i un certificat de nebun. El lucrează la FCM, fiind subordonatul lui Mârlanu, care îl persecută constant. Însă,situația se schimbă odată cu plecarea în Spania, el devenind bucătar la "Mica Românie". După ce câștigă la loterie alături de Pupăză revine în țară, ajutându-l pe Pupăză în campania electorală. După ce Pupăză pierde, Gogoașe devine actor de reclame în sezoanele 25-26.
- Frosa Gogoașe (Constantin Zamfirescu) – Frosa este o fată puternică, în adevăratul sens al cuvântului, reușind să-și impună voia, chiar și în afara propriei case și familii. Ea se mută în vila propriului fiu, deține clubul după dispariția lui Scalzone și îi comandă viața Soficăi, dar și al lui Gogoașe. Aceasta vine în Spania mai târziu decât ceilalți și încearcă să o pețească pe Cati pentru Gogoașe, însă aceasta din urmă refuză. Frosa se întoarce în țară odată cu "trăsniții", contribuind la campania electorală eșuată a lui Pupăză, apoi,datorită iubirii sale cu chestorul secției, Sofica este pusă la conducerea secției în sezonul 25.
- Vandame Cucu (Cătălin Marin) – prietenul Emei Cucu și primarul capitalei, Vandame a candidat la președinția României, împotriva lui Pupăză și a lui Vârlavu. El fuge cu ceilalți în Spania, unde se desparte de Ema, însă se împacă cu ea, când revin în țară. Vandame ajunge barmanul clubului "El Macho" deținut de Pupăză, contribuind după aceea la campania electorală a acestuia, iar după ce Pupăză pierde alegerile, Vandame devine actor de reclame împreună cu Pupăză și Gogoașe, Bella fiind îndrăgostită de el.
- Chiorete Ilarie (Bogdan Dumitrescu) – fost caporal, acum acesta lucrează în poliție, unde a fost angajat datorită capacităților lui paranormale. Acesta a avut o relație cu Desiree dar și cu Iuliana, după despărțirea cu Desiree. Rival al Afroditei, acesta își pune în aplicare planul, prefăcându-se îndrăgostit de aceasta. În cele din urmă acesta are o relație cu Afrodita, care se sfârșește când Chiorete devine șef de secție. Când acesta zboară cu prietenii săi în Spania,pe lângă rolul primit în telenovelă,este angajat la secția de poliție din Castellon,unde își întâlnește marea sa iubire,pe Cati,proprietara restaurantului "Mica Românie". Când "trăsniții" se reîntorc în România,Chiorete este reangajat la vechea secție,însă când Mateescu revine la conducere,iar Mușchiulică devine mâna lui dreaptă,Chiorete formează cu Poponeț "Frăția Petreușă",continuată când Sofica devine șefa lor.
- Ema Cucu (Popescu) (Livia Taloi) – prietena lui Vandame din sezonul 8, acesta este prefecta capitalei. Aceasta aspiră la postul de Ministru al Turismului încă de când Vandame și-a anunțat candidatura la președinție. Dorința de a se muta într-o vilă îi este îndeplinită în sezonul 18, însă este incert dacă cuplul va mai trăi în vilă sau în garsonieră în continuare. Ea se desparte de Vandame când ajunge în Spania cu ceilalți, îndrăgostindu-se de Esteban, fiind la un pas de a se căsători cu acesta, însă se împacă cu Vandame fără știrea logodnicului. Ema și ceilalți revin în țară, iar Esteban o dă în căutare internațională, amenințând-o chiar cu moartea, găsind-o tocmai în ultimul episod al sezonului 23, însă Ema leșină, devenind amnezică (nu știe că Vandame e soțul ei, ci Pupăză) și începe să imite personaje din felurite filme.
- "Celebrul" comisar Mateescu (Jean Lemne) - șeful lui Chiorete și șef de secție, acesta, ca și colegul lui, Poponeț, dorește să fie cu Afrodita. El este șantajat de Chiorete, când acesta descoperă diploma falsă de BAC. În fine, Mateescu este destituit, devenind cerșetor în canale. Foștii lui subalterni, Chiorete și Poponeț îl ajută, iar drept "răsplată" redevine șeful lor în sezonul 23..
- Poponeț (Justinian Radu) – subordonatul lui Mateescu din sezonul 17, acesta o curtează și el pe Afrodita, asemănător șefului, Mateescu. El fuge cu Chiorete și ceilalți în Spania, însă aceștia revin în țară, iar Chiorete și Poponeț sunt reangajați,fiind cunoscuți și sub numele de "Frăția Petreușă", frăție anti-Mateescu, Mușchiulică, și mai târziu, Sofica în sezonul 30.
- Teo (Raluca Guslicov) – psiholoagă. Aceasta a fosta iubita lui Gogoașe și al lui Baros, iar mai apoi are o relație secretă cu Pupăză. În timpul celei de-a doua campanii electorale a lui Pupăză, Teo devine amanta lui Vandame, iar în sezonul 24, o ajută pe Ema să-și revină din amnezie.
- Sofia (Lavinia Stoica) – nepoata Frosei și verișoara lui Gogoașe, Sofia a fost secretară la FCM, iubita lui Scalzone, și acum lucrează ca polițistă, fiind colega lui Chiorete, Poponeț și Mateescu. Aceasta este iubita lui Chiorete până când acesta fuge în Spania cu "compania". În sezonul 24, Sofia devine, pe pile, șefa "Petreușilor" în locul lui Mateescu.

### Personaje episodice
- Mușchiulică (Cristi Neagu) – vecinul celor din vilă. Acesta este bine făcut, merge deseori la sală și îi oferă vila lui Vandame ca sediu de campanie.  Are un rol important când Scalzone este sechestrat de Frosa, în beciul vilei acestuia. Devine ajutorul interlopului Fane Baros în sezonul 22,după care își "toarnă" șeful și este angajat la secția de poliție împreună cu Chiorete și Poponeț,devenind ajutor de șef pentru Mateescu în sezonul 23 și pentru Sofica în sezonul următor,făcându-le viața grea "Petreușilor" Sez 31-35.
- Chestorul (Marcel Horobeț) – chestorul secției,care are o relație cu Frosa, cu ajutorul căreia Sofica devine șefa secției.
- Betty și Carmen Cara (Isabela Iacupovici/Irina Enache) – asistenta lui Pupăză. Aceasta face o operație estetică în sezonul 18 și apare la sfârșitul sezonului sub numele de Carmen și încearcă în continuare să-l saboteze pe Pupăză, fiind stricată la finalul episodului 1000. Apare în sezoanele "trăsniților" în Spania în forma inițială.
- Scalzone (Fulvio Balboni) – om de afaceri italian, și mai apoi mafiot rus implicat în afacerile cu petrol. Soțul forțat al Frosei, și iubitul Sofiei. Dispare după ce intră în comă.
- Vârlavu (Petre Moraru) – om politic, candidat la președinție. În episodul 1000, el este declarat mort de televiziunea lui Pupăză și iese președinte, fiind, de fapt, viu.
- Butelie (Ionuț Costea) – fotbalist la FCM până în sezonul 18 inclusiv.
- Afrodita Marcu (Rocsana Marcu) – fostă chiriașă la Gogoașe și fostă iubită a lui Chiorete. A fost pentru un scurt moment șefă dar a fost împușcată și a stat în comă. A revenit în sezonul 18.
- Solomon (Gabi Lemne) – polițist infantil care a fost șef de secție în sezoanele 16 și 17.
- Paliu (Andrei Onofrei) - un boschetar care, la o intersecție de canale, a nimerit fix în vilă, iar de atunci a început să le bage bețe-n roate tuturor. A fost arestat de multe ori, iar de acum este ajutorul și prietenul lui Mârlanu. Când are nevoie de ceva, Paliu este mereu gata să îl ajute. Doar că...lucrurile nu funcționează întotdeauna conform planului.

### Personaje 2013-2014
- Cati (Veronica Batca)-șefa restaurantului Mica Românie, totodată șefa lui Gogoașă. Cati este actuala iubițică a lui Chiorete, curtată de către Pupăză, Vandame, Mârlanu și Gogașă încearcă să scape de avansurile infantile.
- Rică (Cristi Simion) - ajutorul lui Esteban, actualul iubit a lui Betty.
- Mirabela (Raluca Mihaela Găină) - noua colegă a lui Poponeț și Chiorete. Ea încearcă să-l cucerească pe Poponeț,însă devine iubita lui Mârlanu,când revine în țară ca ajutor de șef al Zenobiei, apoi este retransferată în Spania.
- Gina (Eliza Georgescu) - secretara lui Esteban, este secretara sexy dar ,,pe invers,,. Ea aduce marfa (haine, rochii, pantofi etc) la un preț mai mic decât cel oficial. Pupăză este tatăl copilului ei,însă nu recunoaște asta,Gina încercând să-l convingă să facă testul de paternitate întreg sezonul 23.
- Brânzică (Gabi Grigore) - fiul sponsorului serialul care se încearcă a fi unul de ,,grande,,
- Esteban (Daniel Lazăr) - a fost iubitul Emei în Spania. Ema se împacă cu Vandame întorcându-se în țară. Esteban îi găsește pe "trăsniți" în ultimul episod din sezonul 23, împușcând-o pe Ema. Ema devine amnezică și Esteban este arestat împreună cu Mârlanu, care este acuzat pentru complicitate.

### Personaje sezonul 22
- Zenobia (Iuliana Calinescu) - noua șefă la secția unde lucrează Chiorete și Poponeț. Ea a fost iubita lui Pupăză. S-a despărțit la finalul sezonului 22 de Pupăză, exact când a apărut Gina.
- Fane Baros (Nicu Bufnaru) - un interlop care i-a cerut lui Pupăză taxă de protecție. Momentan e în închisoare.
- Anastasia (Ana Maria Trandaf) - lucrează la barul lui Pupăză numit "El Macho". Ea a câștigat la finalul sezonului 22 un premiu de 10.000 € cu ajutorul lui Gogoașe ca să își obțină banii pentru studiile ei și să nu mai fie nevoită să danseze prin baruri. Acum este în străinătate la facultatea de drept.

### Personaje noi din sezonul 24-25
Bella sau Isabella Bunea (Eugenia Șerban) - Cea care a jucat rolul Zuleyei din Iubiri secrete își face apariția în sezonul 24 în sitcomul Trăsniții. Ea este șefa unei agenții de publicitate care îl angajează pe Gogoașe. Baba Frosa va vrea să-l cupleze pe Gogoașe neapărat cu Bella pentru că își dorește nepoței. Acest lucru nu prea va putea fi posibil deoarece Bella își dorește doar relații strict profesionale cu colaboratori ei de la agenție. Bella va fi curtată de Pupază însă ea are ochi pentru Vandame. Vandame nu îi va răspunde la avansuri, întorcându-se la Ema. Apoi Bella află că Gogoașe a fost actor de filme pentru adulți și devine interesată de el. Asta va face ca între Pupăză și Gogoașe să se desfășoare un "război bella devine sofia".